# 莫约-德拉奇维泰拉
莫约-德拉奇维泰拉（義大利語：Moio della Civitella），是意大利萨莱诺省的一个市镇。总面积16.94平方公里，人口1922人，人口密度113.5人/平方公里（2009年）。ISTAT代码为065069。